# Bisdom Guaranda
Het bisdom Guaranda (Latijn: Dioecesis Guarandensis) is een rooms-katholiek bisdom met als zetel Guaranda, in Ecuador. Het bisdom is suffragaan aan het aartsbisdom Quito. 

## Geschiedenis
Het bisdom werd opgericht op 29 december 1957, uit delen van het bisdom Riobamba, en was suffragaan aan het aartsbisdom Cuenca. Op 11 september 1961 veranderde het van kerkprovincie en werd suffragaan aan het aartsbisdom Quito. 

## Parochies
Het bisdom had in 2021 een oppervlakte van 3.254 km2 en telde 211.142 inwoners waarvan 80,4% rooms-katholiek was.

## Bisschoppen
- Gilberto Tapia (10 december 1957 - 1958)
- Cándido Rada Senosiáin (31 maart 1960 - 24 mei 1980)
- Raúl Holguer López Mayorga (24 mei 1980 - 18 juni 1990; hulpbisschop sinds 30 maart 1973, coadjutor sinds 3 augustus 1974)
- Miguel Angel Aguilar Miranda (11 april 1991 - 14 februari 2004)
- Ángel Polivio Sánchez Loaiza (25 november 2004 - 20 juli 2013)
  - Marcos Aurelio Pérez Caicedo (apostolisch administrator: 14 september 2013 - 15 augustus 2014)
- Skiper Bladimir Yáñez Calvachi (24 juni 2014 - 27 maart 2018)
- Hermenegildo José Torres Asanza (4 oktober 2018 - heden)

## Galerij van afbeeldingen

Wapen van bisdom Guaranda
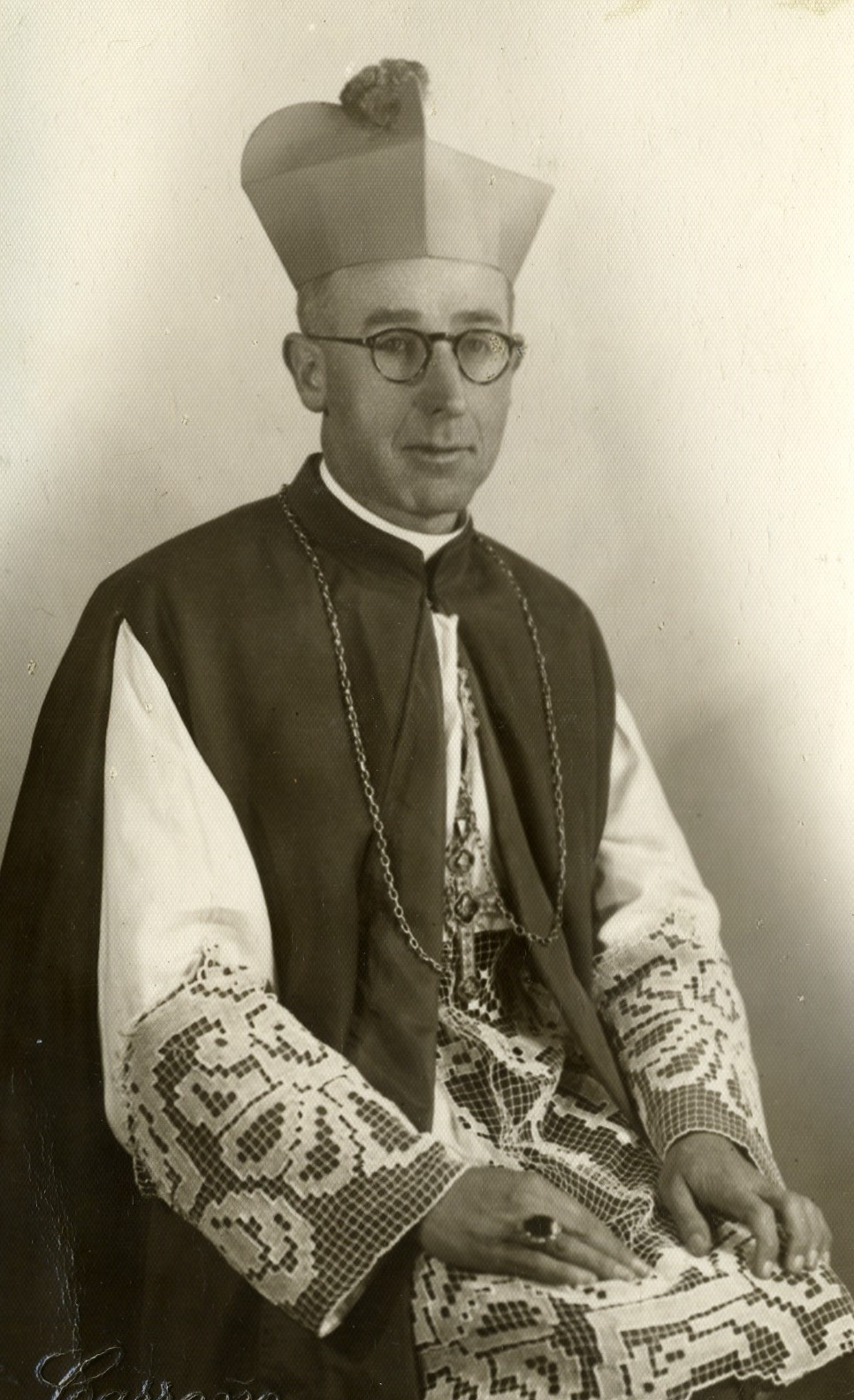
Bisschop Cándido Rada Senosiáin (1960-1980)
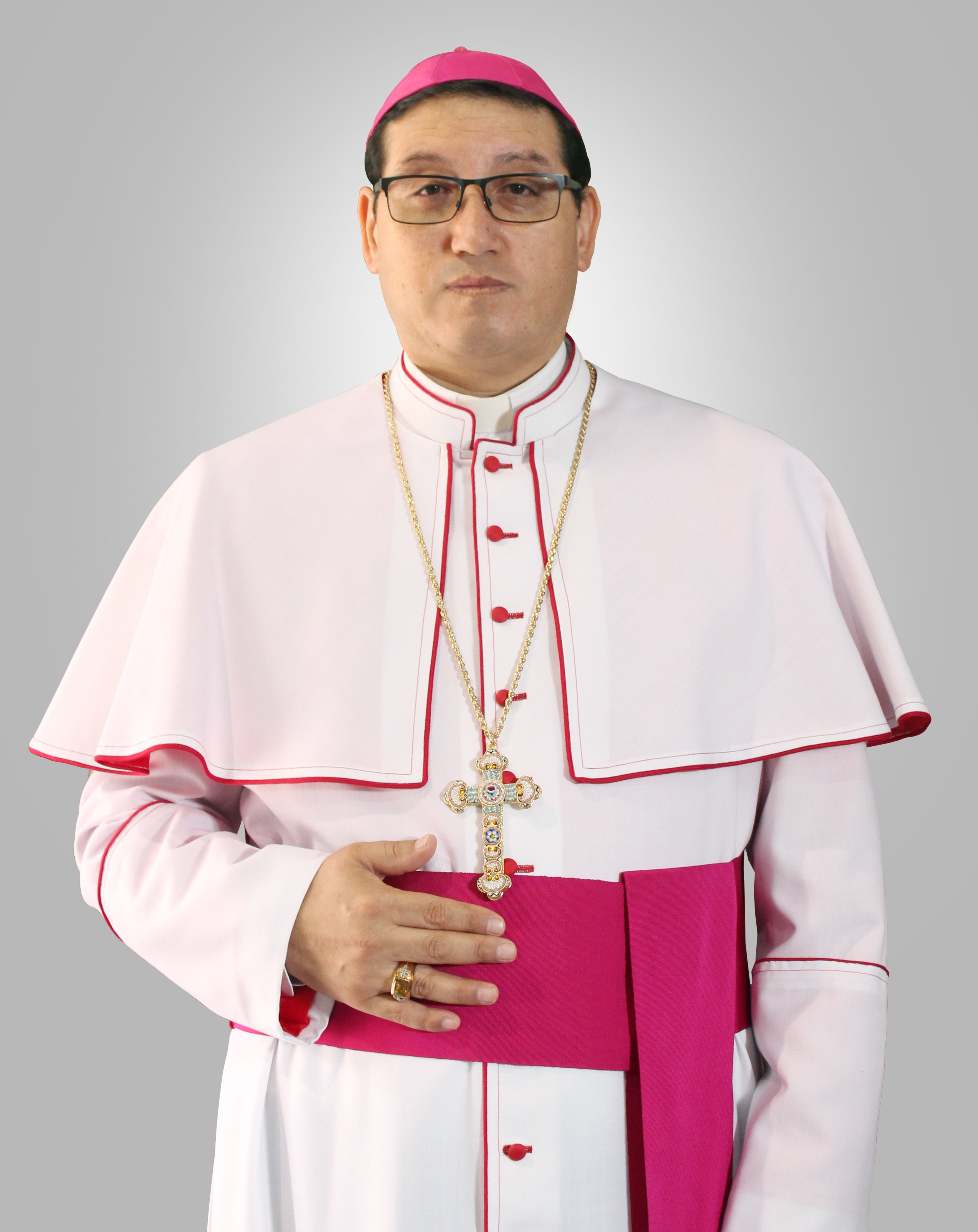
Bisschop Skiper Bladimir Yáñez Calvachi (2014-2018)

Quito (aartsbisdom) · Ambato · Guaranda · Ibarra · Latacunga · Riobamba · Tulcán